# Mongol Shuudan
Mongol Shuudan (Монгол Шуудан) es una banda de rock formada en la tardía Unión Soviética, en 1988. "Монгол Шуудан" significa "Servicio Postal Mongol" en idioma mongol. Esta inusual decisión se explica por el vocalista de la banda Valeri Skoroded muy simple: la banda se encontraba en una parada de autobús de una cabina Soyuzpechat y sus ojos fueron capturados por los sellos postales de fantasía con las palabras exóticas "Монгол Шуудан" sobre ellos. (Nota: el mongol está escrito en alfabeto cirílico).
La música del grupo es en su mayoría antigubernamental, en favor de los anarquistas en su mensaje, el grupo se identifica con el Ejército Negro de la guerra civil rusa, más exactamente Mongol Shuudan se suma al majnovismo, el movimiento campesino-anarquista y ejército guerrillero dirigido por Nestor Makhno.
Muchas de sus canciones son versiones modernizadas de canciones anarquistas de la guerra civil. Algunas de sus canciones incluyen "Comisario", "Cheka", "Libertad o Muerte", "Sabbath en el risco", y así sucesivamente. Desde el colapso de la Unión Soviética, el grupo ha seguido produciendo música, gran parte de la cual está disponible en su página web. La banda ha realizado más de 100 espectáculos y giras por Europa, Israel, y toda la Federación Rusa.

## Integrantes
- Valery Skoroded (Валерий Скородед) - voc., git.
- Vadim Kotelnikov (Вадим Котельников) - git.
- Vyacheslav Yadrikov (Вячеслав Ядриков) - bg.
- Aleksey Bykov (Алексей Быков) - dr.
- Eduard Tenorov (Эдуард Теноров) - keyb.

## Discografía
- 1989 "Паровоз анархия",
- 1991 "Гуляй поле",
- 1991 "Бандитский альбом",
- 1992 "Черемуха",
- 1993 "Собачья чушь ",
- 1994 "Гомерический хохот",
- 1995 "Чересчур",
- 1996 "Истина",
- 1997 "ALIVE",
- 1999 "Абрикосы",
- 2001 "Дюжинолетие",
- 2001 "Скатертью дорога",
- 2002 "Choisis de..",
- 2002 "Свобода или смерть",
- 2003 "Жертва",
- 2004 "Заплати и свободен"
- 2004 "Сплошь и рядом"
- 2006 "Вечная мерзлота"
- 2006 "Собственность—это кража".